# Русу Баргаулуј (Бистрица-Насауд)
Русу Баргаулуј (рум. Rusu Bârgăului) насеље је у Румунији у округу Бистрица-Насауд у општини Жосениј Баргаулуј. Oпштина се налази на надморској висини од 439 m.

## Становништво
Према подацима из 2002. године у насељу је живело 930 становника, од којих су сви румунске националности.